# 格陵兰—欧盟关系
格陵蘭－歐盟關係是指格陵蘭與歐洲聯盟的關係。格陵兰是丹麦王国的海外自治领地，亦是欧盟的海外领土之一。格陵兰一直接受来自欧盟的资金，用于当地的可持续发展。同时亦与欧盟签订了诸多增进合作关系的条约。
格陵兰曾于1973年与丹麦一同加入欧盟，但在1982年投票决定离开，而后于1985年正式脱离，成为欧盟的海外领土。格陵兰公民由于同时作为丹麦公民，因此亦享有欧盟公民身份资格。

## 贸易
2010年，格陵兰出口至欧盟的贸易总额达三亿三千一百万欧元（格陵兰出口总额的92.7%），格陵兰从欧盟的入口总额达六亿一千四百万欧元（格陵兰入口总额的68.9%）。格陵兰出口至欧盟的产品主要为食品及活物（89%）。而欧盟出口至格陵兰的则主要为矿物、燃料、润滑剂、机械以及运输工具（以上数类产品共占47%）。欧盟是格陵兰的至大贸易伙伴，然而格陵兰於欧盟的整体贸易总额却只排在103位。
2009年，欧盟基于动物福利原则，禁止进口海豹皮毛。但是为了保护格陵兰以及加拿大因纽特人的生计，以上两个地区豁免于禁令之外。禁令只允许基于控制海豹数量以及维系基本生活的小规模猎杀，皮毛成品仍不允许进入欧盟境内。此举激怒了北极圈内的因纽特社区，因为后者的经济很大程度上依赖大规模的海豹猎杀。

## 欧盟海外领土地位
由于与丹麦的政治关系，格陵兰是欧盟的海外领土之一。因此格陵兰在某种程度上通过部分协议，与欧盟的内部单一市场共融。格陵兰同样遵从欧盟的共同对外关税，但是依然会基于非歧视性原则征收额外税费。格陵兰公民拥有欧盟公民身份。 欧盟海外领土公民拥有投票权，以及有权参加欧洲议会的选举。
直至2006年，欧盟通过与格陵兰的相关渔业协议给予了后者每年四千二百八十万欧元的发展基金。2007年与2013年之间，欧盟则每年提供了两千五百万欧元的非渔业发展基金。 自1985年退出欧盟起，格陵兰就一直接受欧盟的渔业发展基金。從歐盟獲取的基金大概占格陵蘭預算的7%。歐盟對格陵蘭的漁業基金支持，換來的是歐盟各國在格陵蘭海域的捕魚權；基金同時亦用於格陵蘭漁船的維護。然而，該漁業協議近来被歐洲審計法院推翻，後者認為通過協議所支付的基金，其代價遠遠高於歐盟於該海域捕魚質量的回報

## 欧盟之外
格陵蘭與丹麥皆為1973年歐洲共同體的創始國。其時格陵蘭尚未從丹麥獲得自治權，後來於1979年終於獲得自治地位。之後格陵蘭開始對非本地居民的漁業交易設立限制。
格陵蘭於1982年的脫歐公投中，以53%的支持率決定離開歐盟（主要關注點為漁業獨立權），并於1985年正式脫離。 格陵蘭條約正式確定格陵蘭脫歐。
但是亦有部分輿論猜測討論格陵蘭重歸歐盟的可能性，雖然近期來說，可能性並不大。2007年1月4日，丹麥《日德兰邮报》 日報引用了丹麥前格陵蘭實務司司長 Tom Høyem 的評論：“要是格陵蘭重歸歐盟，我一點亦不吃驚……歐盟需要通過冰島參與北極圈事務，而格陵蘭沒有歐盟的支持，亦無能力駕馭此地區各種複雜、龐大的可能性。” 2008–11年冰島金融危機又激起關於是否重歸歐盟的爭論。 歐洲的共同漁業政策一直是使格陵蘭、挪威和冰島選擇不加入歐盟的原因。2011年-2013年的冰島-歐盟談判曾被寄望能夠於此問題上有所突破，但目前為止未有進展。“各種複雜、龐大的可能性”所指之一，既是北極圈豐富的礦石資源。冰島無財力承擔龐大的開採成本，亦無經驗可用。冰島只得與外國公司簽訂合同，但是目前由於鐵礦價格低迷，尚未有何發展。

## 欧盟-格陵兰的伙伴关系
格陵蘭一直接受歐盟的基金支持。2007-2013年，歐盟總共給予了大約一億九千萬歐元的資金，2014年至2020年，兩億一千七百萬歐元資金亦計劃用於冰島的可持續發展，尤其是教育方面。 2015年，歐盟、丹麥、格陵蘭簽訂了一份共同聲明，以加強雙方的密切關係。
英國脫歐的爭論同樣在格陵蘭帶來反響，出現了格陵蘭重歸歐盟的呼聲。

## 参阅
- 丹麦-欧洲联盟关系
- 格陵兰岛外交关系
- 冰岛加入欧盟
- 欧洲联盟扩大
- 格陵兰布鲁塞尔代表处
- 格陵兰岛(欧洲议会选区)
- 格陵兰脱离欧共体
- 挪威－歐盟關係